# Astyanax minor
Astyanax minor är en fiskart som beskrevs av Julio C. Garavello och Sampaio 2010. Astyanax minor ingår i släktet Astyanax och familjen Characidae. Inga underarter finns listade.